# Girolamo da Santa Croce
Girolamo da Santa Croce, född omkring 1480, död 1556 i Venedig, var en italiensk konstnär.
Girolamo var troligen elev till Gentile Bellini och efter dennes död medhjälpare till Giovanni Bellini. I sin ganska typiska övergångsstil anknyter han till både Giovanni Bellini, Cima da Conegliano och Giorgione. Han var en produktiv och skicklig altarmålare.